# Cordylanthus kingii
Cordylanthus kingii là loài thực vật có hoa thuộc họ Cỏ chổi. Loài này được S.Watson mô tả khoa học đầu tiên năm 1871.